# 米哈伊洛·多布金
米哈伊洛·马尔科维奇·多布金（1970年1月26日—），乌克兰政治人物。曾担任哈尔科夫市长、哈尔科夫州州长等职。2014年，参加乌克兰总统选举，但未能当选。多布金一度被認為是親俄。

## 生平
多布金出生于哈尔科夫市的一个犹太人家庭，毕业于国立内政大学及哈尔科夫国立经济大学。2014年，乌克兰陷入分离主义危机，多布金主张乌克兰联邦化。2014年3月25日，多布金在乌克兰中央选举委员会登记参加总统选举。3月29日，地区党宣布支持多布金的参选。 2014年，参加乌克兰总统选举，得票率3.03%，在所有候选人中排第6位。
2022年俄羅斯入侵烏克蘭後，多布金前往前線與俄軍作戰。